# Frank McConnell
Frank McConnell, född 17 januari 1887, död 21 april 1933, var en friidrottare från Kanada. Han deltog vid olympiska sommarspelen 1912.